# Shioyaki
Le shioyaki est un plat japonais de poisson au sel, grillé et accompagné d’une sauce.